# Трой (Огайо)
Трой — город, расположенный в штате Огайо, США; является административным центром и крупнейшим населённым пунктом в округе Майами. Входит в состав столичной агломерации Дейтона.
В 1913 году, как и другие города в этом районе, он был частично разрушен наводнением.